# Братєєво (електродепо)
55°37′36″ пн. ш. 37°46′15″ сх. д. / 55.62667° пн. ш. 37.77083° сх. д.
Багатофункціональний комплекс електродепо «Братєєво» (ТЧ-17) (рос. Многофункциональный комплекс электродепо «Брате́ево») — електродепо Московського метрополітену, територіально розташоване у районі Братєєво, біля річки Городні. Обслуговує Замоскворіцьку лінію Московського метрополітену. Введено в експлуатацію 15 січня 2014 року.
Депо розраховане на 11 потягів та має у своєму складі унікальний завод, на сучасному обладнанні якого може виконуватись ремонт вагонів будь-якої складності.

## Історія
Зведене ВАТ «Трест Моселектротягстрой», електродепо призначене для обслуговування Замоскворіцької і Люблінсько-Дмитровської ліній Московського метрополітену, проте на середину 2010-х воно обслуговує тільки Люблінсько-Дмитрівську лінію як оборотне.
Департамент транспорту Москви повідомив ЗМІ що здасть провідну частину електродепо «під ключ» в експлуатацію Московському метрополітену 1 грудня 2013. 3 грудня, проте, влада повідомила про тимчасове перенесення дати на 30-е число у зв'язку з неготовністю об'єкта після його інспекції 1-го числа.
30 грудня 2013 в 16:00 за московським часом в депо зайшов перший потяг/ Введення в експлуатацію першої черги відбулося 15 січня 2014. Друга черга буде введена в експлуатацію в грудні 2014.

## Лінії, що обслуговує
| Лінія                | Роки                                |
| -------------------- | ----------------------------------- |
| Замоскворіцька лінія | з 12 червня 2014 року (як оборотне) |

## Рухомий склад
| Тип вагонов      | Годы   |
| ---------------- | ------ |
| 81-717/714       | з 2021 |
| 81-717.5/714.5   | з 2021 |
| 81-717.5М/714.5М | з 2021 |